# Wimbledon Championships 2006
Die 120. Wimbledon Championships fanden vom 26. Juni bis zum 9. Juli 2006 in London statt. Ausrichter war der All England Lawn Tennis and Croquet Club.
Dem Titel im Herreneinzel gewann Roger Federer zum vierten Mal in Folge, im Dameneinzel setzte sich Amélie Mauresmo durch. Im Herrendoppel siegten Bob Bryan und Mike Bryan, im Damendoppel Yan Zi und Zheng Jie. Den Titel im Mixed gewannen Wera Swonarjowa und Andy Ram.

## Herreneinzel
Setzliste
| Nr. | Spieler            | Erreichte Runde |
| --- | ------------------ | --------------- |
| 01. | Roger Federer      | Sieg            |
| 02. | Rafael Nadal       | Finale          |
| 03. | Andy Roddick       | 3. Runde        |
| 04. | David Nalbandian   | 3. Runde        |
| 05. | Ivan Ljubičić      | 3. Runde        |
| 06. | Lleyton Hewitt     | Viertelfinale   |
| 07. | Mario Ančić        | Viertelfinale   |
| 08. | James Blake        | 3. Runde        |
| 09. | Nikolai Dawydenko  | 1. Runde        |
| 10. | Fernando González  | 3. Runde        |
| 11. | Tommy Robredo      | 2. Runde        |
| 12. | Thomas Johansson   | 1. Runde        |
| 13. | Tomáš Berdych      | Achtelfinale    |
| 14. | Radek Štěpánek     | Viertelfinale   |
| 15. | Sébastien Grosjean | 3. Runde        |
| 16. | Gastón Gaudio      | 2. Runde        |

| Nr. | Spieler             | Erreichte Runde |
| --- | ------------------- | --------------- |
| 17. | Robby Ginepri       | 1. Runde        |
| 18. | Marcos Baghdatis    | Halbfinale      |
| 19. | Tommy Haas          | 3. Runde        |
| 20. | Dominik Hrbatý      | 1. Runde        |
| 21. | Gaël Monfils        | 1. Runde        |
| 22. | Jarkko Nieminen     | Viertelfinale   |
| 23. | David Ferrer        | Achtelfinale    |
| 24. | Juan Carlos Ferrero | 3. Runde        |
| 25. | Andre Agassi        | 3. Runde        |
| 26. | Olivier Rochus      | 3. Runde        |
| 27. | Dmitri Tursunow     | Achtelfinale    |
| 28. | Fernando Verdasco   | Achtelfinale    |
| 29. | Paradorn Srichaphan | 1. Runde        |
| 30. | Kristof Vliegen     | 2. Runde        |
| 31. | Nicolás Massú       | 1. Runde        |
| 32. | Paul-Henri Mathieu  | 1. Runde        |

## Dameneinzel
Setzliste
| Nr. | Spielerin              | Erreichte Runde |
| --- | ---------------------- | --------------- |
| 01. | Amélie Mauresmo        | Sieg            |
| 02. | Kim Clijsters          | Halbfinale      |
| 03. | Justine Henin-Hardenne | Finale          |
| 04. | Marija Scharapowa      | Halbfinale      |
| 05. | Swetlana Kusnezowa     | 2. Runde        |
| 06. | Venus Williams         | 3. Runde        |
| 07. | Jelena Dementjewa      | Viertelfinale   |
| 08. | Patty Schnyder         | 2. Runde        |
| 09. | Anastassija Myskina    | Viertelfinale   |
| 10. | Nicole Vaidišová       | Achtelfinale    |
| 11. | Francesca Schiavone    | 1. Runde        |
| 12. | Martina Hingis         | 3. Runde        |
| 13. | Anna-Lena Grönefeld    | 1. Runde        |
| 14. | Dinara Safina          | 2. Runde        |
| 15. | Daniela Hantuchová     | Achtelfinale    |
| 16. | Flavia Pennetta        | Achtelfinale    |

| Nr. | Spielerin               | Erreichte Runde |
| --- | ----------------------- | --------------- |
| 17. | Marija Kirilenko        | 1. Runde        |
| 18. | Ai Sugiyama             | Achtelfinale    |
| 19. | Ana Ivanović            | Achtelfinale    |
| 20. | Shahar Peer             | 2. Runde        |
| 21. | Katarina Srebotnik      | 2. Runde        |
| 22. | Nathalie Dechy          | 1. Runde        |
| 23. | Anabel Medina Garrigues | 2. Runde        |
| 24. | Marion Bartoli          | 2. Runde        |
| 25. | Jelena Lichowzewa       | 2. Runde        |
| 26. | Jelena Janković         | Achtelfinale    |
| 27. | Li Na                   | Viertelfinale   |
| 28. | Sofia Arvidsson         | 1. Runde        |
| 29. | Tatiana Golovin         | 2. Runde        |
| 30. | Anna Tschakwetadse      | 3. Runde        |
| 31. | Gisela Dulko            | 2. Runde        |
| 32. | Mara Santangelo         | 1. Runde        |

## Herrendoppel
Setzliste
| Nr. | Paarung                        | Erreichte Runde |
| --- | ------------------------------ | --------------- |
| 01. | Bob Bryan Mike Bryan           | Sieg            |
| 02. | Jonas Björkman Maks Mirny      | Viertelfinale   |
| 03. | Mark Knowles Daniel Nestor     | Halbfinale      |
| 04. | Paul Hanley Kevin Ullyett      | Viertelfinale   |
| 05. | Jonathan Erlich Andy Ram       | Achtelfinale    |
| 06. | Fabrice Santoro Nenad Zimonjić | Finale          |
| 07. | Martin Damm Leander Paes       | Halbfinale      |
| 08. | Simon Aspelin Todd Perry       | Viertelfinale   |

| Nr. | Paarung                              | Erreichte Runde |
| --- | ------------------------------------ | --------------- |
| 09. | Stephen Huss Wesley Moodie           | Achtelfinale    |
| 10. | Mariusz Fyrstenberg Marcin Matkowski | 1. Runde        |
| 11. | Lukáš Dlouhý Pavel Vízner            | Viertelfinale   |
| 12. | František Čermák Leoš Friedl         | 1. Runde        |
| 13. | Mahesh Bhupathi Alexander Waske      | 1. Runde        |
| 14. | Wayne Black Jeff Coetzee             | 1. Runde        |
| 15. | Martín García Sebastián Prieto       | Achtelfinale    |
| 16. | Chris Haggard Dominik Hrbatý         | 1. Runde        |

## Damendoppel
Setzliste
| Nr. | Paarung                                 | Erreichte Runde |
| --- | --------------------------------------- | --------------- |
| 01. | Lisa Raymond Samantha Stosur            | 2. Runde        |
| 02. | Cara Black Rennae Stubbs                | Halbfinale      |
| 03. | Daniela Hantuchová Ai Sugiyama          | 1. Runde        |
| 04. | Yan Zi Zheng Jie                        | Sieg            |
| 05. | Anna-Lena Grönefeld Meghann Shaughnessy | Viertelfinale   |
| 06. | Shinobu Asagoe Katarina Srebotnik       | 1. Runde        |
| 07. | Liezel Huber Martina Navratilova        | Viertelfinale   |
| 08. | Jelena Dementjewa Flavia Pennetta       | 2. Runde        |

| Nr. | Paarung                                  | Erreichte Runde |
| --- | ---------------------------------------- | --------------- |
| 09. | Květa Peschke Francesca Schiavone        | Viertelfinale   |
| 10. | Eleni Daniilidou Anabel Medina Garrigues | Viertelfinale   |
| 11. | Jelena Lichowzewa Anastassija Myskina    | 2. Runde        |
| 12. | Swetlana Kusnezowa Amélie Mauresmo       | 2. Runde        |
| 13. | Li Ting Sun Tiantian                     | 1. Runde        |
| 14. | Émilie Loit Nicole Pratt                 | 1. Runde        |
| 15. |                                          | Rückzug         |
| 16. | Nathalie Dechy Gisela Dulko              | 1. Runde        |

## Mixed
Setzliste
| Nr. | Paarung                           | Erreichte Runde |
| --- | --------------------------------- | --------------- |
| 01. | Lisa Raymond Jonas Björkman       | Achtelfinale    |
| 02. | Zheng Jie Maks Mirny              | Halbfinale      |
| 03. | Cara Black Wayne Black            | Halbfinale      |
| 04. | Samantha Stosur Leander Paes      | Viertelfinale   |
| 05. | Jelena Lichowzewa Daniel Nestor   | Viertelfinale   |
| 06. | Rennae Stubbs Todd Perry          | Achtelfinale    |
| 07. | Katarina Srebotnik Nenad Zimonjić | Viertelfinale   |
| 08. | Martina Navratilova Mark Knowles  | Achtelfinale    |

| Nr. | Paarung                              | Erreichte Runde |
| --- | ------------------------------------ | --------------- |
| 09. | Wera Swonarjowa Andy Ram             | Sieg            |
| 10. | Květa Peschke Martin Damm            | Achtelfinale    |
| 11. | Yan Zi Mahesh Bhupathi               | 2. Runde        |
| 12. | Liezel Huber Leoš Friedl             | 2. Runde        |
| 13. | Corina Morariu Mike Bryan            | Achtelfinale    |
| 14. | Dinara Safina Jonathan Erlich        | 2. Runde        |
| 15. | Shahar Peer Kevin Ullyett            | 2. Runde        |
| 16. | Anna-Lena Grönefeld František Čermák | Viertelfinale   |

## Herrendoppel-Rollstuhl
Setzliste
| Nr. | Paarung                       | Erreichte Runde |
| --- | ----------------------------- | --------------- |
| 01. | Shingo Kunieda Satoshi Saida  | Sieg            |
| 02. | Robin Ammerlaan Martin Legner | Halbfinale      |